# Chemins de fer Martigny–Orsières
La ligne de chemin de fer du Martigny - Orsières / Le Châble, désignée MO ou Saint-Bernard Express, est un réseau à voie normale, long de 25 km. Il relie la plaine valaisanne du Rhône, depuis Martigny en passant par Sembrancher, à la vallée de Bagnes (Le Châble, Verbier) et à Orsières, en Suisse.
Cette ligne est la propriété des Transports de Martigny et Régions (TMR), qui assume le rôle de gestionnaire d'infrastructure ferroviaire ; l'exploitation de la ligne, elle-même, est du ressort de l'entreprise RegionAlps.

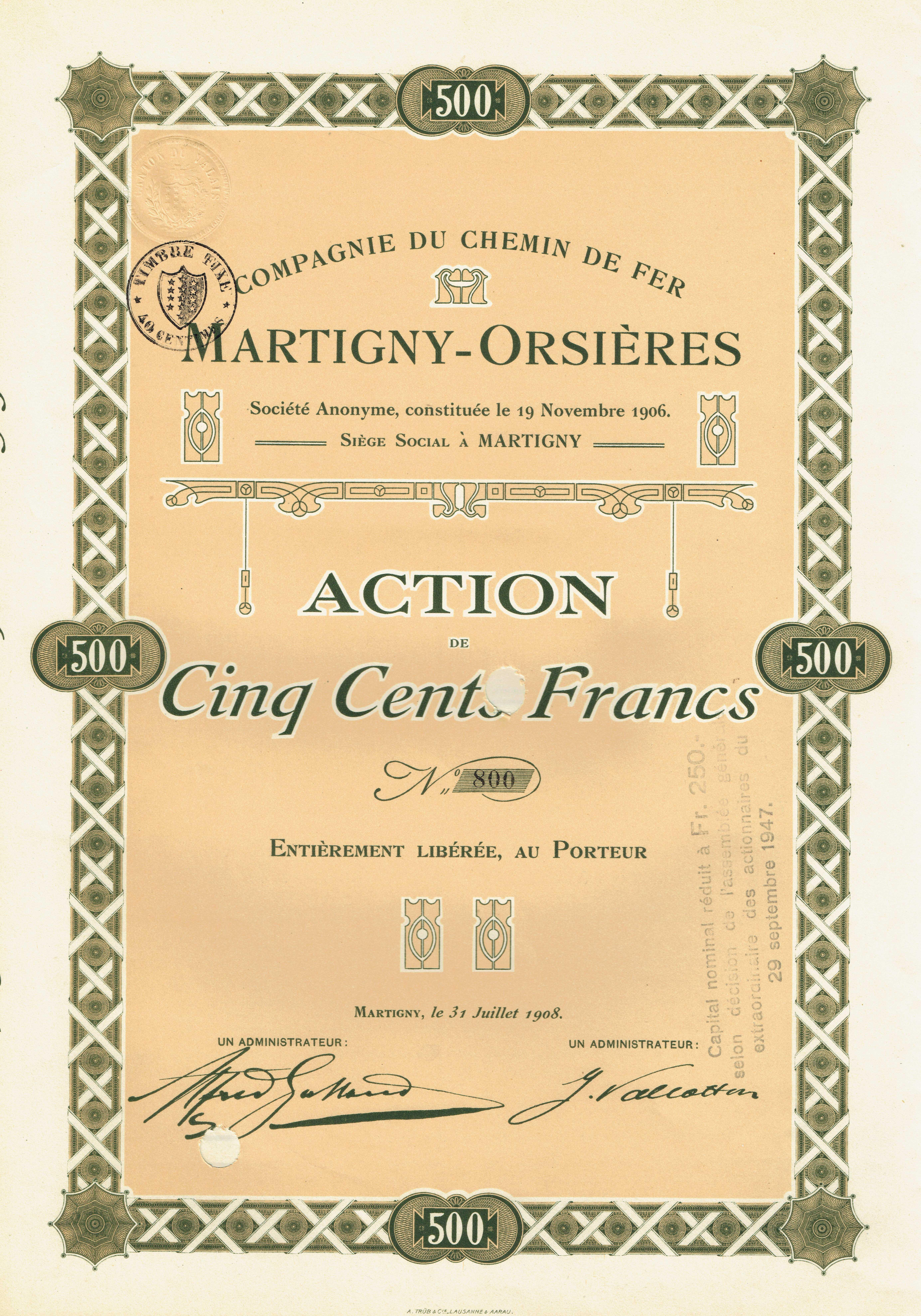
Action de la Compagnie du Chemin de Fer Martigny-Orsières en date du 31 juillet 1908.

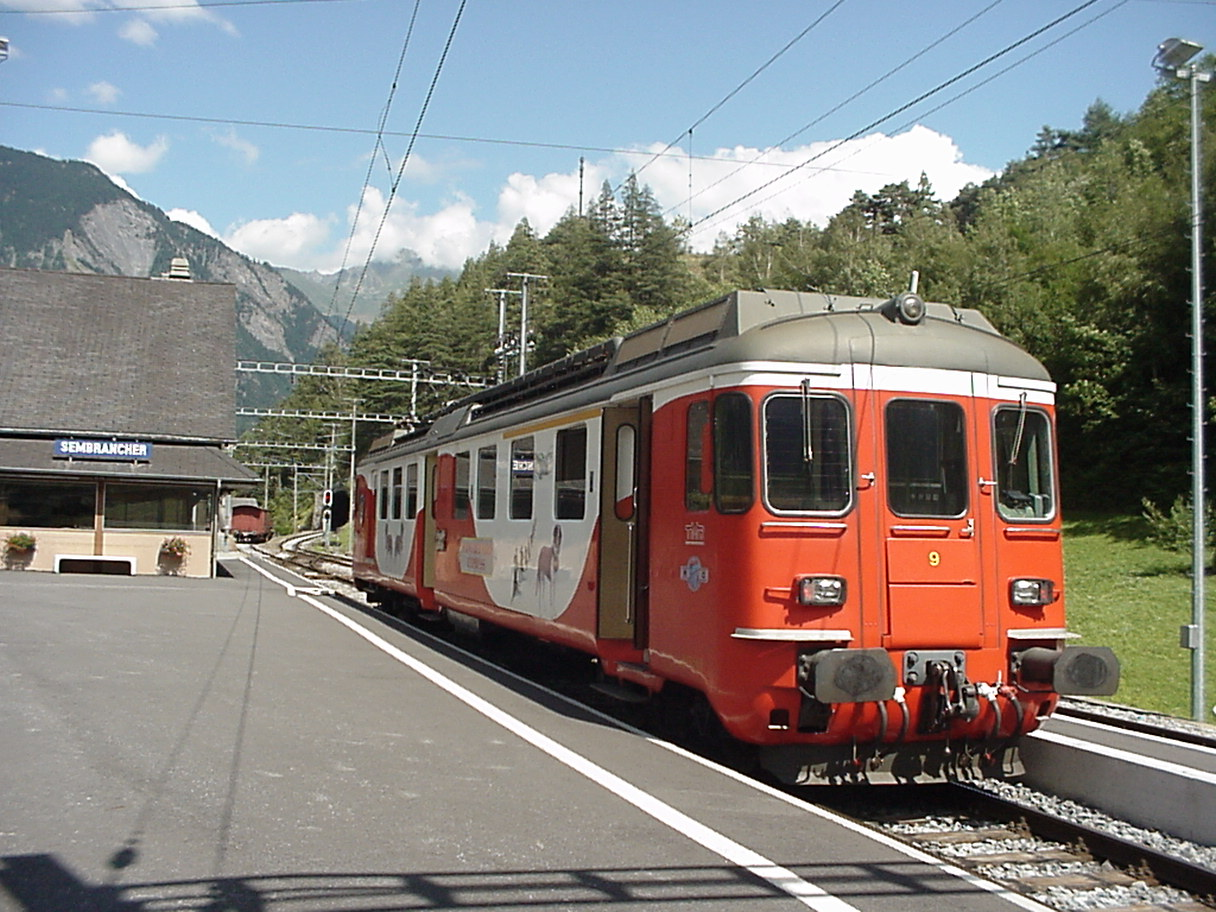
Ancienne automotrice EAV ABDe 4/4 9.

## Historique
- 23 juin 1904[1] : octroi de la concession à la Compagnie Martigny - Orsières, autorisée à construire une ligne de chemin de fer à voie normale entre ces deux communes. Il était alors projeté qu'elle débuterait la liaison de Martigny à Turin en passant par, ou sous, le Saint-Bernard.
- 23 juillet 1907 : premier coup de pioche.
- 17 août 1910 : inauguration de la ligne reliant Martigny à Orsières.
- 1953 : extension du MO avec la construction de la ligne Sembrancher - Le Châble, grâce notamment à la construction du barrage de Mauvoisin.
- 2003 : exploitation assurée par la société-fille RegionAlps SA.

Jusqu'en 1949, la ligne était exploitée en 8 kV, 15 Hz puis convertie à l'identique du réseau national, soit 15 kV 16,7 Hz.
Du 17 mai au 18 juillet 2021, la ligne est entièrement fermée ainsi que son antenne en direction du Châble. Des travaux sont effectués pour améliorer l'accès aux quais et aux trains pour les personnes à mobilité réduite dans les différentes gares. En particulier, la gare de Bovernier est modernisée tandis que la gare d'Etiez est déplacée. Des transports de substitution en autobus sont mis en place pour compenser l'arrêt des circulations ferroviaires et maintenir la desserte des différentes localités,,,.

## Matériel roulant
Au début de l'exploitation de la ligne, la compagnie possédait deux automotrices pour le transport des voyageurs de type BCFe 4/4 (N: 1 et 2) et deux automotrices pour le transport des marchandises de type CFe 4/4 (N:11 et 12). Il y avait également trois remorques pour les voyageurs et quatre wagons plats pour le transport des marchandises. Remarquons que les wagons de marchandises des CFF pouvaient également rouler sur cette ligne.

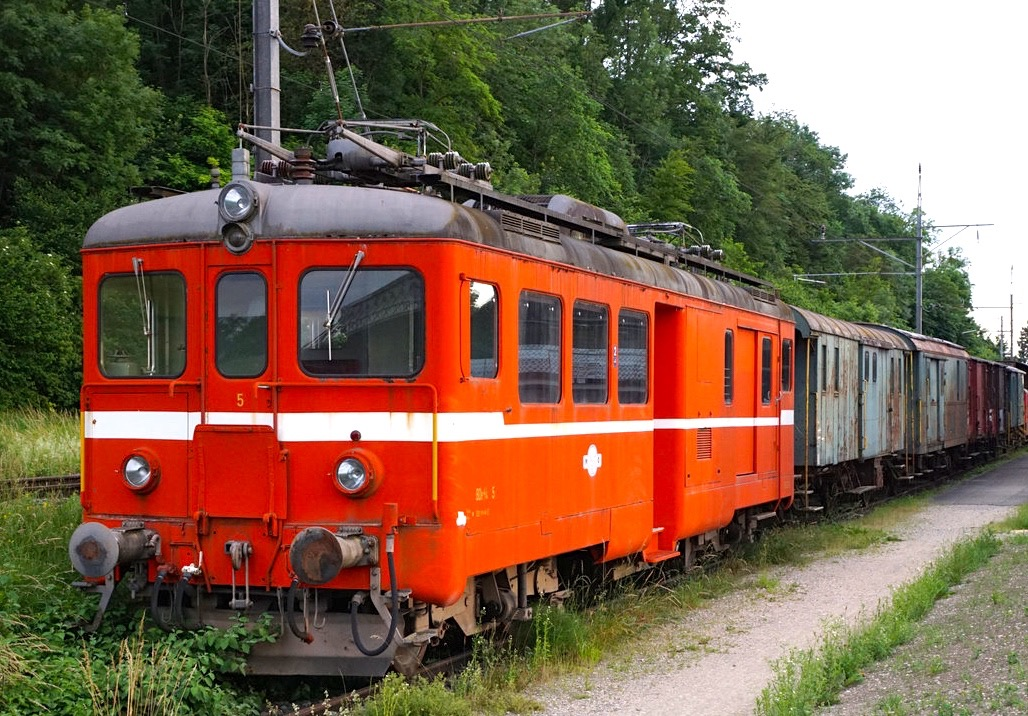
La BDe 4/4 5 à Kallnach.

En 1955, la compagnie acquit auprès des entreprises ACMV et BBC une cinquième automotrice de type ABDe 4/4. Après une cinquantaine d'années de service, le véhicule, entretemps devenu BDe 4/4 5, fut cédé en 2002 au Bahnmuseum Kerzers, puis stationné sur un raccordement industriel à Kallnach. En mars 2024, l'automotrice fut reprise par l'Association des Trains Historiques du Chablais, afin qu'elle puisse être rapatriée en Valais et remise en état de marche.

## Contact avec d'autres réseaux
À la gare de Martigny, la ligne de chemin de fer assure des correspondances avec :
- la ligne du Simplon des CFF,
- le Mont-Blanc Express exploité également par les TMR, sur la ligne rejoignant Châtelard, et la SNCF, sur la ligne reliant Vallorcine à Saint-Gervais-les-Bains-Le Fayet,
- diverses lignes de CarPostal.

## Liste des gares
|  |   |   |   |  | Gare           | Communes    | Correspondances                                 |
|  | - | - | - |  | -------------- | ----------- | ----------------------------------------------- |
|  |   | • |   |  | Martigny       | Martigny    | Ligne du Simplon, Mont-Blanc Express, CarPostal |
|  |   | • |   |  | Martigny-Bourg | Martigny    |                                                 |
|  |   | • |   |  | Martigny-Croix | Martigny    |                                                 |
|  |   | • |   |  | Bovernier      | Bovernier   |                                                 |
|  |   | • |   |  | Sembrancher    | Sembrancher | Le Levron, Chamoille, La Garde                  |
|  | • |   |   |  | La Douay       | Orsières    |                                                 |
|  | • |   |   |  | Orsières       | Orsières    | Champex, Ferret, Grand-Saint-Bernard            |
|  |   |   | • |  | Etiez          | Vollèges    |                                                 |
|  |   |   | • |  | Le Châble      | Bagnes      | Bruson, Fionnay, Verbier                        |

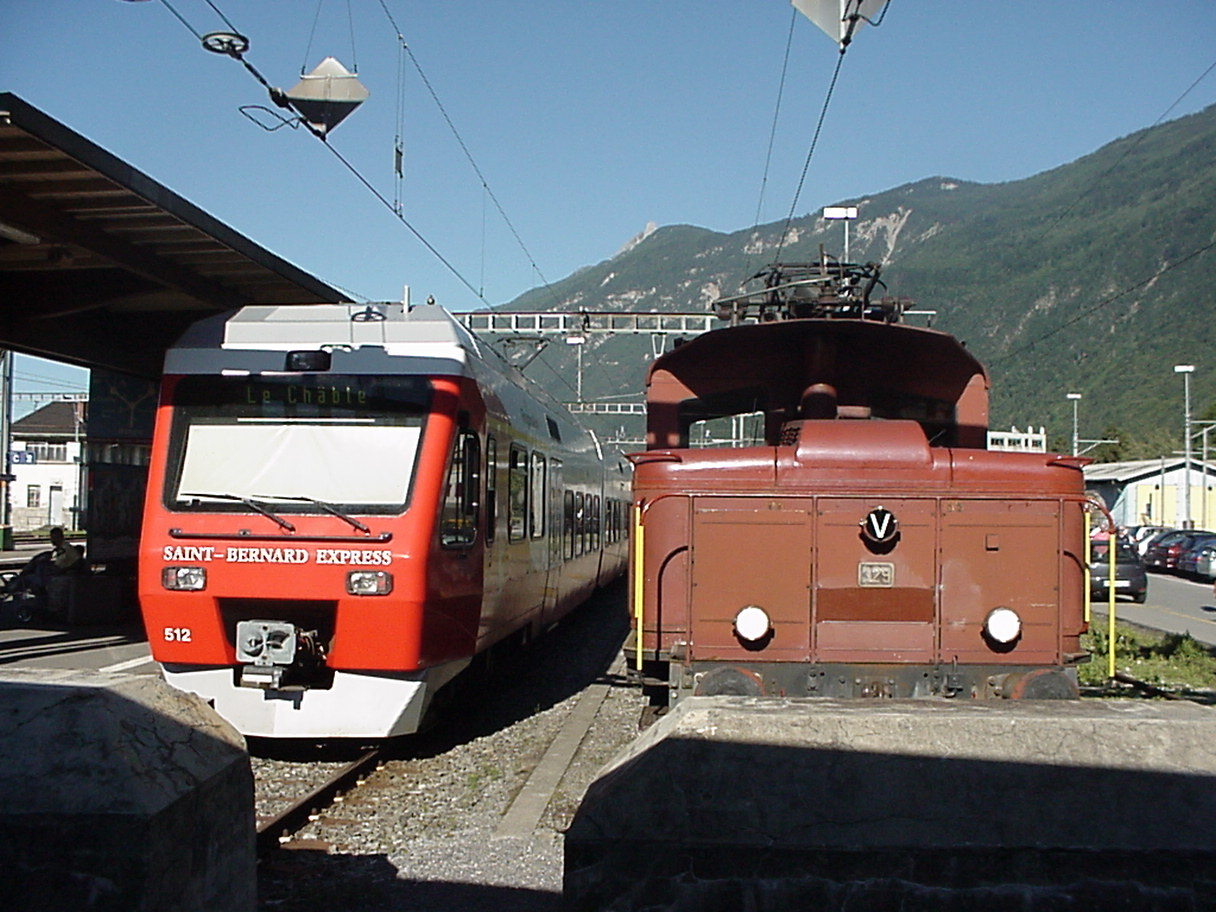
Automotrice NINA qui côtoie une locomotives de manœuvre.
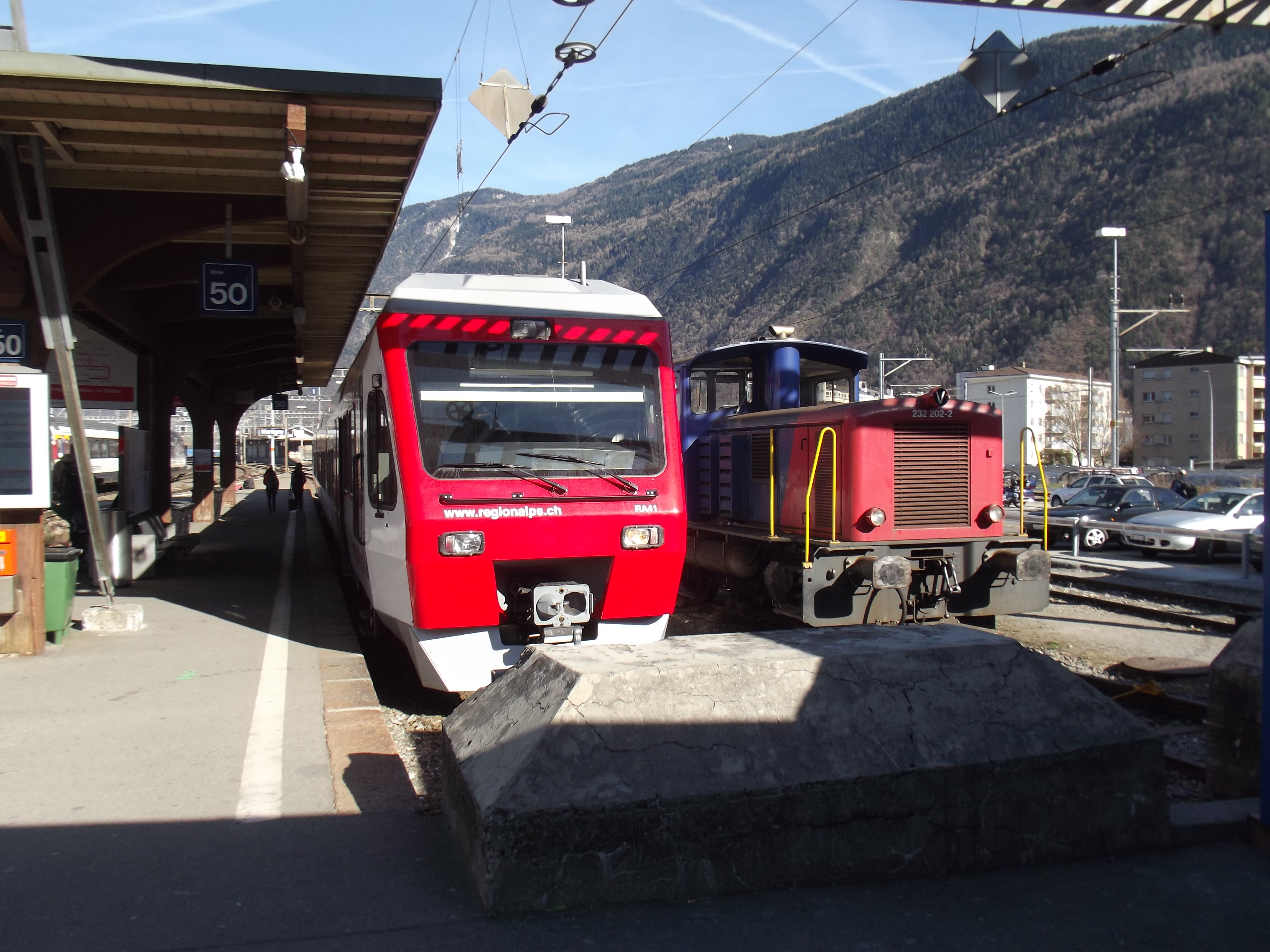
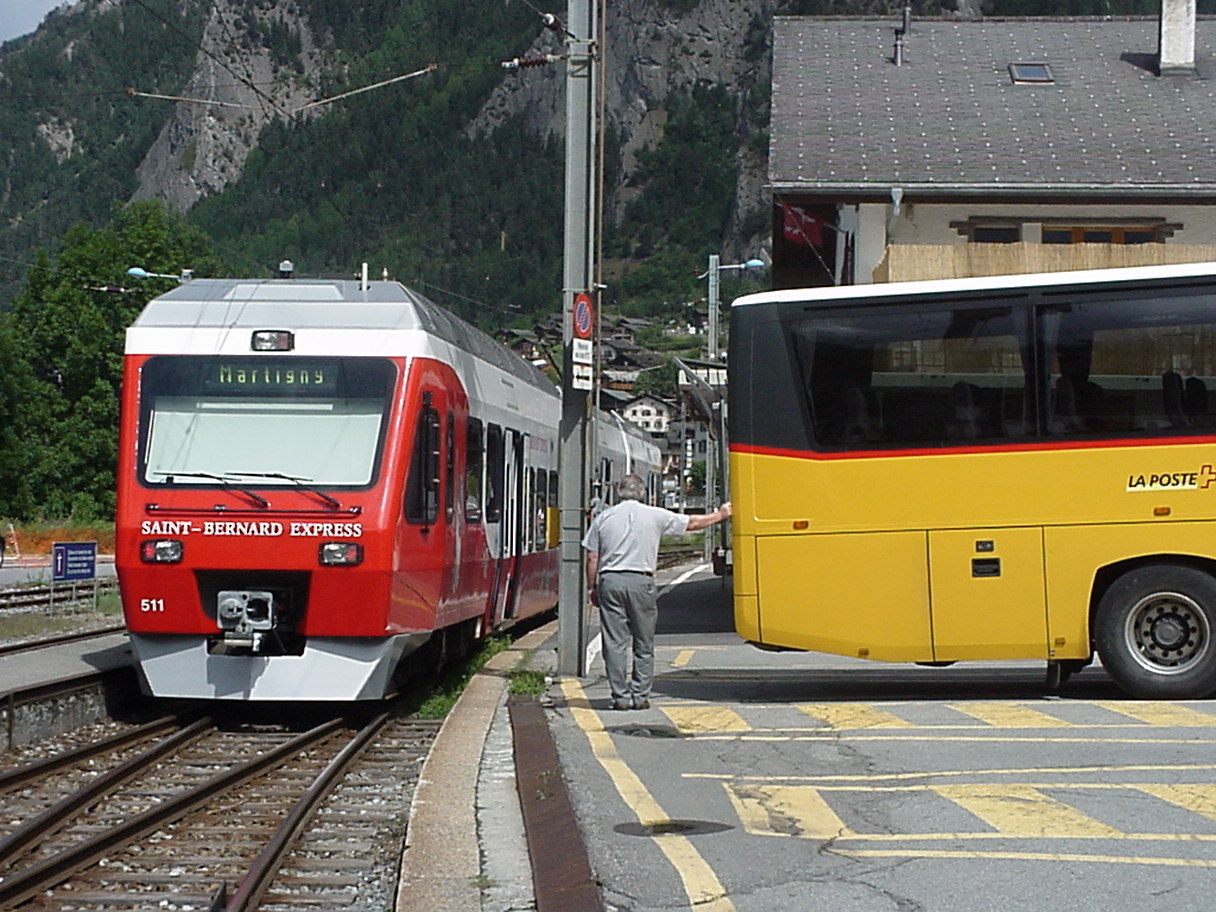